# 聖胡安 (拉巴斯省)
聖胡安（西班牙語：San Juan），是洪都拉斯的城鎮，位於該國西南部，由拉巴斯省負責管轄，始建於1896年，面積50平方公里，海拔高度399米，2001年人口1,990，人口密度每平方公里39.8人。
13°58′0″N 87°42′0″W / 13.96667°N 87.70000°W